# Holandska književnost
Holandska književnost obuhvata sve spise književnih zasluga napisanih kroz vekove na holandskom jeziku, jeziku koji trenutno ima oko 23 miliona izvornih govornika. Književnost na holandskom jeziku je proizvod Holandije, Belgije, Surinama, Holandskih Antila i nekadašnjih regiona holandskog govornog područja, poput Francuske Flandrije, Južne Afrike i Indonezije. Holandska Istočna Indija, kako se Indonezija zvala pod holandskom kolonizacijom, iznedrila je zaseban pododeljak u literaturi na holandskom jeziku. Suprotno tome, literaturu na holandskom jeziku ponekad su stvarali i proizvode ljudi poreklom iz inostranstva koji su došli da žive u regionima holandskog govornog područja, poput Ane Frank i Kader Abdolaha. U svojim najranijim fazama, književnost na holandskom jeziku definisana je kao deo književnih zasluga napisan na jednom od holandskih dijalekata Niskih zemalja. Pre 17. veka nije postojao jedinstveni standardni jezik; dijalekti koji se smatraju holandskim evoluirali su od starofrankovskog. Zasebna afrikanska književnost počela je da se pojavljuje tokom 19. veka i ona deli iste književne korene kao i savremeni holandski, pošto je afrikans evoluirao od holandskog 17. veka. Izraz holandska literatura može označavati bilo književnost iz Holandije u uskom smislu, ili alternativno književnost na holandskom jeziku (kako se podrazumeva u ovom članku).
Do kraja 11. veka, holandska književnost, kao i drugde u Evropi, bila je gotovo u potpunosti usmena i u obliku poezije. U 12. i 13. veku pisci počinju da pišu viteške romanse i hagiografije za plemiće. Od 13. veka književnost postaje didaktičnija i razvija protonacionalni karakter, onako kako je pisana za buržoaziju. Krajem 13. veka pojavila se promena u holandskoj književnosti. Flamanski i holandski gradovi počeli su da napreduju i započela je nova vrsta književnog izražavanja. Oko 1440. godine nastali su književni cehovi zvani rederijkerskamers („Retoričke komore“) koji su po tonu obično pripadale srednjoj klasi. Od ovih komora, najraniji su bili gotovo u potpunosti angažovani u pripremanju misterija i čudesnih predstava za narod. Ana Bijns (oko 1494–1575) je važna figura, koja je pisala na modernom holandskom. Reformacija se pojavila u holandskoj literaturi u zbirci prevoda psalama 1540. godine i u prevodu Novog zaveta 1566. na holandski jezik. Najpoznatiji od svih holandskih pisaca je katolički dramski pisac i pesnik Jost van den Vondel (1587–1679).
Tokom kasnog osamnaestog i ranog devetnaestog veka, Niske Zemlje su prošle kroz velike političke preokrete. Najistaknutiji pisci bili su Vilem Bilderdijk (1756–1831), Hieronimus van Alfen (1746–1803) i Rijnvis Fajt (1753–1824). Piet Paltjens (ps. Fransoa Haveršmit, 1835–1894) jedan je od retkih čitljivih pesnika devetnaestog veka, koji na holandskom jeziku predstavlja romantičnu venu koju je Hajne predstavio. Novi pokret nazvan Tahtigers ili „Pokret (hiljadu osamsto) osamdesetih“, po deceniji u kojoj je nastao. Jedan od najvažnijih istorijskih pisaca 20. veka bio je Johan Hejzinga, koji je poznat u inostranstvu i prevodio je na različite jezike i uvršten je u nekoliko spiskova sjajnih knjiga. Tokom dvadesetih godina 20. veka nastala je nova grupa pisaca koja se distancirala od kitnjastog stila pokreta iz 1880-tih, na čelu sa Nesciom (J.H.F. Gronloh, 1882–1961). Tokom Drugog svetskog rata, među uticajnim piscima bila je Ana Frank (čiji je dnevnik objavljen posthumno) umrla u nemačkom koncentracionom logoru, kao i pisac kriminalističke fikcije, novinar i pesnik Jan Kampert. Pisci koji su preživjeli zločine Drugog svjetskog rata odražavali su u svojim djelima na promijenjenu percepciju stvarnosti. Primetno je da su mnogi gledali na svoja iskustva onako kako je to učinila Ana Frank u svom Dnevniku. To je na primer bio slučaj sa Het bittere kruid (Gorko bilje) Marge Minko i Kinderjaren (Detinjstvo) Jone Oberski. Obnova, koja bi se u istoriji književnosti mogla opisala kao „ontluisterend realisme“ (šokantni realizam), uglavnom je povezana sa tri autora: Gerard Reve, V.F. Hermans i Ana Blaman. Reve i Hermans često se zajedno sa Harijem Mulišom citiraju kao „velika trojka“ holandske posleratne književnosti.

## Staroholandski tekstovi (500–1150)
Oko 500. godine nove ere, starofranački se razvio u staroholandski, zapadnogermanski jezik kojim su govorili Franci i u manjoj meri ljudi koji su živeli u regionima koje su Franci osvojili. Do kraja 11. veka, holandska književnost - poput književnosti drugde u Evropi - bila je gotovo u potpunosti usmena i u obliku poezije, jer je to pomoglo trubadurima da pamte i recituju njihove tekstove. Naučni i religijski tekstovi napisani su na latinskom i kao posledica toga većina tekstova napisanih u Holandiji napisana je na latinskom, a ne na staroholandskom. Postojeći holandski tekstovi iz ovog perioda su retki.
U najranijim fazama holandskog jezika bio je prisutan značajan stepen međusobne razumljivosti sa većinom drugih zapadno germanskih dijalekata, a na neke fragmente i autore mogu da polažu pravo i holandska i nemačka književnost. Primeri uključuju psalam Vahtendonk iz 10. veka, zapadno niskofrankonski prevod nekih psalama na pragu onoga što se smatra holandskim, i delo Lonski okrug iz 12. veka autora Henrika van Veldeka (1150. - nakon 1184).

### Lejden Vileram
Lejden Vileram je naziv rukopisa koji sadrži niskofrankovsku verziju starovisokonemačkog komentara Pesme Salomonove nemačkog opata Vilirama iz Ebersberga (ultimatno Isidora Seviljskog). Do nedavno, na bazi njegove ortografije i fonologije, većina naučnika je verovala da je tekst ovog rukopisa srednjofrankovski, odnosno starovisokonemački, sa nekim limburškim ili na neki drugi način frankonskim primesama. Ali 1974. godine nemački filolog Vili Sanders dokazao je u svojoj studiji Der Leidener Willeram da tekst zapravo predstavlja nesavršen pokušaj pisara sa severozapadnog primorskog područja Niskih zemalja da istočnofrankovski original prevede na svoj lokalni narodni jezik. Tekst sadrži mnoge staroholandske reči koje nisu poznate na starovisokonemačkom, kao i pogrešno prevedene reči uzrokovane pisarevim nepoznavanjem nekih starovisokonemačkih reči u originalu koji je prevodio, i zbunjujuću ortografiju pod velikim uticajem starovisokonemačkog originala. Na primer, grafema <z> se koristi prema visokonemačkoj tradiciji gde predstavlja germansko t pomeren u . Sanders je takođe dokazao da je rukopis, koji se sada nalazi u Univerzitetskoj biblioteci Univerziteta u Lajdenu, napisan krajem 11. veka u opatiji Egmond u modernoj Severnoj Holandiji, odakle potiče i drugo ime Egmond Vileram.

### Heban ola vogala
Najstariju poznatu poeziju napisao je zapadno-flamanski monah u samostanu u Ročesteru u Engleskoj oko 1100: hebban olla vogala nestas bagunnan hinase hic enda thu wat unbidan we nu („Sve ptice su počele da prave gnezda, osim mene i tebe, na šta mi to čekamo“). Prema profesoru Luk de Grauvu, tekst bi mogao podjednako biti i staroengleski, tačnije starokentiški, iako oko ove hipoteze nema konsenzusa. U to vreme su stari (zapadni) holandski i staroengleski bili vrlo slični.

### Rinelandsko riminska biblija
Drugi važan izvor za staroholandski jezik je takozvana Rinelandsko riminska biblija (holandski: Rijnlandse Rijmbijbel i nemački: Rheinische Reimbibel). Ovo je stihovni prevod biblijskih istorija, posvedočen samo nizom fragmenata, koji je sastavljen na mešovitom dijalektu koji sadrži donjonemačke, staroholandske i visokonemačke (rajnsko-frankonske) elemente. Verovatno je sastavljen u severozapadnoj Nemačkoj početkom 12. veka, verovatno u opatiji Verden, u blizini Esena.

## Literatura
- Овај чланак укључује текст из публикације која је сада у јавном власништву: Gosse, Edmund (1911). „Dutch Literature”.  Ур.: Chisholm, Hugh.  (на језику: енглески). 8 (11 изд.). Cambridge University Press. стр. 719—729.
- Новаковић-Лопушина, Јелица (2012). Увод у холандску и фламанску књижевност. Београд: ARIUS & PARTENON. ISBN 978-86-7157-598-0.
- O., Vandeputte (1992). Nizozemski : jezik dvadeset miliona Holanđana i Flamanaca. Novaković-Lopušina, J., 1955-, Deleu, Jozef, 1937-. Rekkem: Stichting Ons Erfdeel. ISBN 978-90-70831-43-1. OCLC 65967459.
- Quak, A.; Van der Horst, J. M. (2002). Inleiding Oudnederlands (на језику: холандски). Leuven: Leuven University Press.
- Gysseling, Maurits; Pijnenburg, Willy (1980). Corpus van Middelnederlandse teksten (tot en met het jaar 1300): Reeks II (literaire handschriften) (на језику: холандски). 1. The Hague: Martinus Nijhoff.
- Gysseling, M. (1970). „Prae-Nederlands, Oudnederlands, Vroegmiddelnederlands”. Vierde Colloquium van hoogleraren en lectoren in de neerlandistiek aan buitenlandse universiteiten (на језику: холандски). Ghent. стр. 78–89.
- Van den Toorn, M. C.; Pijnenburg, W. J. J.; Van Leuvensteijn, J. A.;  . (1997). Geschiedenis van de Nederlandse taal (на језику: холандски). Amsterdam: Amsterdam University Press.
- Sanders, Willy (1974). Der Leidener Willeram. Untersuchungen zu Handschrift, Text und Sprachform (на језику: немачки). Munich: Wilhelm Fink.
- Van den Toorn, M. C.; Pijnenburg, W. J. J.;  . (1997). Geschiedenis van de Nederlandse taal (на језику: холандски).
- Janssens, G.; Marynissen, A. (2005). Het Nederlands vroeger en nu (на језику: холандски) (2nd изд.).
- De Vries, Jan W.; Willemyns, Roland; Burger, Peter (2003). Het verhaal van een taal (на језику: холандски). Amsterdam: Prometheus.
- Willemyns, Roland (11. 4. 2013). Dutch: Biography of a Language (на језику: енглески). Oxford University Press USA. стр. 33. ISBN 9780199858712.
- „Geschiedenis van het Nederlands”. Taalunieversum.org (на језику: холандски). Приступљено 2017-08-27.
- Mees, Bernard (2002). „The Bergakker Inscription and the Beginnings of Dutch”.  Ур.: Vennemann, Theo. Amsterdamer Beitrage zur Alteren Germaninstik. 56. Rodopi. стр. 23—26. ISBN 90-420-1579-9.
- Kibler, William W.; Zinn, Grover A., ур. (1995). Medieval France: an encyclopedia (2nd изд.). New York: Garland. стр. 703. ISBN 0824044444.
- „Meer dan hebban olla uogala” (на језику: холандски).
- Willemyns, Roland (2013). Dutch: Biography of a Language. Oxford University Press. стр. 41. ISBN 978-0-19-932366-1.
- Willemyns, Roland (15. 3. 2013). Dutch: Biography of a Language. Oxford University Press. ISBN 9780199323661. Приступљено 26. 8. 2017 — преко Google Books.
- „Archived copy”. Архивирано из оригинала 2017-08-27. г. Приступљено 2017-02-01.
- Van der Sijs, N. (2006). Calendarium van de Nederlandse Taal (на језику: холандски).
- „Utrecht zwischen York und Fulda” (PDF) (на језику: немачки). Архивирано из оригинала (PDF) 20. 09. 2012. г. Приступљено 03. 12. 2020.
- Van den Toorn, M. C.;  . (1997). Geschiedenis van de Nederlandse taal. стр. 41.
- „'Olla Vogala' nog even in woordenboek”. Standaard.be (на језику: холандски). Приступљено 2017-08-26.
- Schönfeld, M. (1933). „Een Oudnederlandsche zin uit de elfde eeuw (met reproduktie)”. Tijdschrift voor Nederlandsche Taal- en Letterkunde. 52: 1–8.
- De Grauwe, Luc (2004). „Zijn olla vogala Vlaams, of zit de Nederlandse filologie met een koekoeksei in (haar) nest(en)?”. Tijdschrift voor Nederlandse Taal- en Letterkunde (на језику: холандски). 120: 44–56.
- Grierson, Herbert J. C. (1906). „Holland-Verse and Prose”.  Ур.: Saintsbury, Rye Aker. The First Half of the Seventeenth Century. Periods of European Literature. 7. Edinburgh and London: William Blackwood and Sons  — преко Викизворника.
- Paasman, Bert ‘Tjalie Robinson, de stem van Indisch Nederland’ (Publisher: Stichting Tong Tong, 1994)  90-801433-3-2 Review:
- Sastrowardoyo, Subagio Sastra Hindia Belanda dan kita (Publisher: PT Balai Pustaka, Jakarta, 1990) Chapter VIII P.145-155  979-407-278-8
- Willems, Wim Tjalie Robinson; Biografie van een Indo-schrijver (Publisher: Bert Bakker, 2008)  978-90-351-3309-9
- Willems, Wim Schrijven met je vuisten; brieven van Tjalie Robinson (Publisher: Prometheus, 2009)  978-90-446-1197-7
- Dewulf, Jeroen, Olf Praamstra and Michiel van Kempen Shifting the Compass: Pluricontinental Connections in Dutch Colonial and Postcolonial Literature (Publisher: Cambridge Scholars Publishing, 2013)  978-1-4438-4228-0